# 石原二郎
石原 二郎（いしわら じろう、生年不明 - 1940年〈昭和15年〉6月29日）は、日本の海軍軍人。海軍大佐正五位勲三等。大東亜戦争時に航空機事故で死去した。石原莞爾陸軍中将の弟。海軍兵学校のほか陸軍士官学校（28期）を受験し陸士も合格している。

## 経歴
- 石原啓介の四男として誕生。
- 1913年（大正2年）8月 - 海軍兵学校 第44期生徒採用・山形県平民[2]。
- 1916年（大正5年）11月22日 - 海軍兵学校第44期卒業。海軍少尉候補生を命ず八雲乗組みを命ず[3]
- 1917年（大正6年）
  - 8月17日 - 八雲乗組みを免じ、金剛乗組みを命ず[4]
  - 12月1日 - 任 海軍少尉[5]、金剛乗組み被仰付[6]
- 1918年（大正7年）12月5日 - 金剛乗組み被免、三笠乗組み被仰付[7]
- 1919年（大正8年）12月1日 - 任 海軍中尉[8]、三笠乗組み被免[9]、海軍水雷学校普通科学生被仰付[10]
- 1920年（大正9年）
  - 5月31日 - 海軍水雷学校普通科学生教程卒業に付き学生被免、海軍砲術学校普通科学生被仰付[11]
  - 12月1日 - 海軍砲術学校普通科学生教程卒業に付き学生被免[12]、梅乗組み被仰付[13]
- 1922年（大正11年）12月1日 - 任 海軍大尉[14]、海軍砲術学校高等科学生被仰付[15]
- 1923年（大正12年）12月1日 - 海軍水雷学校高等科学生教程卒業に付き学生被免、海軍水雷学校専攻科学生被仰付[16]
- 1924年（大正13年）12月29日 - 補 第十五号駆逐艦砲術長兼分隊長[17]
- 1925年（大正14年）12月1日 - 補 日進副砲長兼分隊長[18]
- 1927年（大正16年）2月5日 - 補 第一遣外艦隊司令部付[19]
- 1928年（昭和3年）12月10日 - 任 海軍少佐[20]
- 1929年（昭和4年）4月23日 - 補 日向副砲長兼分隊長[21]
- 1932年（昭和7年）2月1日 - 補 扶桑副砲長兼分隊長[22]
- 1933年（昭和8年）5月20日 - 補 足柄砲術長[23]
- 1934年（昭和9年）11月15日 - 任 海軍中佐[24]
- 1940年（昭和15年）6月29日 - 任 海軍大佐[25]、卒去[26]。
1940年6月28日に北海道亀田郡椴法華村で濃霧が原因で墜落した航空機事故に遭遇し、死去した。石原は美幌航空隊建設委員長として航空機で会議へ向かう途上であった。

## 栄典
位階
- 1918年（大正7年）1月30日 - 正八位[27]
- 1920年（大正9年）1月20日 - 従七位[28]
- 1922年（大正11年）12月28日 - 正七位[29]
- 1928年（昭和3年）3月1日 - 従六位[30]
- 1933年（昭和8年）4月1日 - 正六位[31]
- 1938年（昭和13年）4月15日 - 従五位[32]
- 1940年（昭和15年）6月29日 - 正五位[33]

勲章
- 1924年（大正13年）11月28日 - 勲五等瑞宝章[34]
- 1934年（昭和9年）4月29日 - 昭和六年乃至九年事変従軍記章[35]
- 1938年（昭和13年）8月13日 - 勲三等瑞宝章[36]

## 家族・親族
- 父：石原啓介（飯能警察署長）
- 母：石原鈺井（白井重遠の娘）
- 兄：石原莞爾（陸軍中将）